# Федеральное медико-биологическое агентство
Федеральное медико-биологическое агентство (ФМБА России) — федеральный орган исполнительной власти, осуществляющий функции по нормативно-правовому регулированию в сфере медико-санитарного обеспечения работников отдельных отраслей промышленности с особо опасными условиями труда (в том числе при подготовке и выполнении космических полетов, проведении водолазных и кессонных работ), организации медико-биологического обеспечения спортсменов спортивных сборных команд России, по оказанию государственных услуг и управлению государственным имуществом в сфере здравоохранения, по оказанию медицинской помощи, по организации деятельности службы крови, по федеральному государственному контролю (надзору) за обеспечением безопасности донорской крови и ее компонентов, по проведению федерального государственного санитарно-эпидемиологического контроля (надзора) в организациях отдельных отраслей промышленности с особо опасными условиями труда (в том числе при подготовке и выполнении космических полетов, проведении водолазных и кессонных работ) и на отдельных территориях России (включая объекты и территории закрытых административно-территориальных образований, территории с опасными для здоровья человека физическими, химическими и биологическими факторами) по перечням, утвержденным Правительством России, а также функции по медико-санитарному обеспечению работников обслуживаемых организаций и населения обслуживаемых территорий (включая оказание услуг в сфере курортного дела, организацию судебно-медицинской и судебно-психиатрической экспертиз, трансплантацию органов и тканей человека), по организации медико-социальной экспертизы работников обслуживаемых организаций и населения обслуживаемых территорий, по организации и проведению медико-санитарных мероприятий по предупреждению, локализации и ликвидации последствий чрезвычайных ситуаций, связанных с радиационными, химическими и биологическими инцидентами, авариями и террористическими актами, по проведению медико-санитарных мероприятий в зонах боевых действий и на прилегающих к ним территориях.

## История
Является правопреемником 3-го Главного управления при Минздраве СССР.
Постановлением Правительства РСФСР от 26 декабря 1991 года № 76 «О Главном управлении медико-биологических и экстремальных проблем при Министерстве здравоохранения РСФСР» бывшее Третье Главное управление при Минздраве СССР было передано Министерству здравоохранения РСФСР и стало именоваться Главное управление медико-биологических и экстремальных проблем при Министерстве здравоохранения РСФСР.
Указом Президента Российской Федерации от 30 сентября 1992 года № 1148 «О структуре центральных органов федеральной исполнительной власти» Главное управление медико-биологических и экстремальных проблем при Министерстве здравоохранения Российской Федерации было реорганизовано в Федеральное управление медико-биологических и экстремальных проблем (ФУМБЭП, «Медбиоэкстрем»).
Указом Президента Российской Федерации от 11 октября 2004 года № 1304 «О Федеральном медико-биологическом агентстве» ФУМБЭП было упразднено и на его базе было создано Федеральное медико-биологическое агентство (ФМБА).
Указом Президента России от 17.06.2024 № 522 «О Федеральном медико-биологическом агентстве» переподчинено Президенту России.

## Руководитель агентства
- Уйба Владимир Викторович (6 ноября 2004 — 22 января 2020)
- Скворцова Вероника Игоревна (с 22 января 2020)[3]

## Структура центрального аппарата ФМБА России
- Управление организации медицинской помощи и промышленной медицины
- Управление делами и кадров
- Управление трансляционной медицины, инноваций и кадровой политики
- Управление правового обеспечения и имущественных отношений
- Управление финансового и бухгалтерского обеспечения
- Управление спортивной медицины и цифровизации
- Мобилизационный отдел
- Управление инвестиционной и контрактной деятельности
- Специальное Управление
- Управление контроля (надзора) в сфере обеспечения санитарно-эпидемиологического благополучия
- Управление медицинского обеспечения экстремальных работ и службы крови
- Управление организации научных исследований

При руководителе ФМБА России образована коллегия ФМБА России, являющейся постоянно действующим совещательным органом.

## Подведомственные организации
В систему ФМБА России входит более 200 подведомственных организаций.
- ФГБУ РМНПЦ «Росплазма» ФМБА России
- ФГБУЗ Центр крови ФМБА России
- «Главное бюро медико-социальной экспертизы ФМБА России»
- Федеральный научно-клинический центр специализированных видов медицинской помощи и медицинских технологий ФМБА России (ФНКЦ ФМБА России)
- «Центр стратегического планирования и управления медико-биологическими рисками здоровью» ФМБА России (Москва)
- ФГБУ «Научно-клинический центр токсикологии имени академика С. Н. Голикова Федерального медико-биологического агентства»
- ФГБУН «Детский научно-клинический центр инфекционных болезней ФМБА России» (Санкт-Петербург)
- ФГУП «Государственный научно-исследовательский институт особо чистых биопрепаратов» ФМБА России (Санкт-Петербург)
- ФГУП «Научно-исследовательский институт гигиены, токсикологии и профпатологии ФМБА России» (Волгоград)
- Южный окружной медицинский центр ФМБА России (Ростов-на-Дону)
- ФГБУ «Российский научно-исследовательский институт гематологии и трансфузиологии ФМБА России» (Санкт-Петербург)
- ФГУП «Научно-исследовательский институт гигиены, профпатологии и экологии человека» ФМБА России (Санкт-Петербург)[6]
- ФГБУН «Научный центр биомедицинских технологий ФМБА России» (Московская обл., пос. Светлые Горы)
- ФГБУ «Государственный научный центр Российской Федерации — Федеральный медицинский биофизический центр им. А. И. Бурназяна» (Москва)
- ФГБУ «Государственный научный центр — Институт иммунологии ФМБА России» (Москва)
- ФГБУ «Научно-исследовательский институт пульмонологии ФМБА России» (Москва)
- ФГБУ «Национальный медицинский исследовательский центр оториноларингологии ФМБА России» (Москва)
- ФГБУ «ВЦМК Защита» ФМБА России
- ФГБУ «ФНКЦ детей и подростков» ФМБА России
- ФГБУ «Федеральный научно-клинический центр физико-химической медицины им. Ю. М. Лопухина ФМБА России» (Москва)
- ФГБУН «Кировский научно-исследовательский институт гематологии и переливания крови ФМБА России» (Киров)
- ФГБУЗ «Волгоградский медицинский клинический центр ФМБА России» (Волгоград)
- ФГБУЗ ЦПБ ФМБА России
- ФГБУЗ «Центр гигиены и эпидемиологии № 40 ФМБА России» (Волгоград)
- ФГБУ «Федеральный научно-клинический центр медицинской радиологии и онкологии ФМБА России» (Димитровград)
- ФГУП Научно-исследовательский институт промышленной и морской медицины ФМБА России (Санкт-Петербург)
- ФГБУ «Федеральный научно-клинический центр специализированных видов медицинской помощи и медицинских технологий ФМБА России» (Москва)
- ФГБУ ФКЦ высоких медицинских технологий ФМБА России
- ФГБУ «Северо-Западный окружной научно-клинический центр им. Л. Г. Соколова ФМБА России»
- ФГБУ «Федеральный центр мозга и нейротехнологий» ФМБА России (Москва)[7]

В состав ФМБА России входит Центральная медико-санитарная часть № 1, осуществляющая медицинскую помощь работникам космодрома Байконур и жителям одноимённого города в Казахстане.

## Общественный совет
Приказом ФМБА России от 10.09.2007 № 252 создан Общественный совет при Федеральном медико-биологическом агентстве по решению вопросов оказания медико-санитарной помощи работникам предприятий с особо опасными условиями труда и жителям отдельных территорий, проведения социально-гигиенического мониторинга, издания индивидуальных правовых актов в сфере санитарно-эпидемиологического благополучия и медико-санитарного обеспечения работников отдельных отраслей промышленности с особо опасными условиями труда и населения отдельных территорий. Тем же приказом утверждено Положение о данном Совете и его состав.